# Tam sao thất bản
Tam sao thất bản là một trò chơi truyền hình do Đài Truyền hình Việt Nam và Công ty LASTA thực hiện. Chương trình được phát sóng trên VTV3 vào lúc 11:00 trưa thứ Bảy hàng tuần từ ngày 25/2/2006 đến ngày 28/3/2009.

## Luật chơi & các vòng thi

### Nhìn nhanh nói khẽ

#### 2006-2008
Cả 2 đội chơi cùng nhau thi tài cùng một lúc. Có tất cả là 4 bức tranh, mỗi một bức tranh bao gồm có tất cả là 8 chi tiết & mỗi đội chơi chỉ có 1 thành viên duy nhất được xem bức tranh. 3 thành viên còn lại sẽ đứng ở trong phòng kín không thể xem bức tranh. Tổng thời gian thực hành là 45 giây (7 giây xem tranh và 38 giây để mỗi đội chơi mô tả nói khẽ & ghi nội dung của chi tiết lên bảng). Lần lượt các thành viên của mỗi đội chơi sẽ nói khẽ cho nhau (thông qua lỗ thông hơi tại mỗi phòng kín) để rồi thành viên cuối cùng bằng sự ghi nhớ chính xác ghi những nội dung của chi tiết đấy lên bảng. Trong 3 bức tranh đầu, mỗi chi tiết đúng ghi được 50 điểm, ở bức tranh thứ tư, mỗi chi tiết đúng được 100 điểm. Tổng số điểm tối đa của vòng thi "Nhìn nhanh nói khẽ" là 1800 điểm.

#### 2008-2009
Sẽ có 2 lượt chơi.

##### Lượt 1
Thành viên đứng ở bên ngoài sẽ theo dõi 1 đoạn video clip bao gồm có tất cả 8 chi tiết đã được đánh dấu. Sau đó, trong vòng 60 giây, lần lượt những thành viên của mỗi đội chơi sẽ nói khẽ cho nhau để rồi thành viên cuối cùng bằng sự ghi nhớ chính xác sẽ ghi lên bảng nội dung của các chi tiết đó. Mỗi chi tiết đúng ghi được 100 điểm. Số điểm tối đa của lượt chơi đầu tiên là 800 điểm

##### Lượt 2
Thành viên đứng ở bên ngoài sẽ xem một bức tranh trong vòng thời gian là 7 giây. Trong bức tranh có tất cả 3 chi tiết quan trọng. Sau khi nói khẽ, thành viên cuối cùng sẽ lên vẽ lại một lần nữa bức tranh đấy. Mỗi chi tiết đúng ghi được 200 điểm. Điểm số tối đa của lượt chơi thứ hai là 600 điểm.

### Nghe thấu hát tài
2 đội chơi luân phiên thi hát bắt đầu từ đội chơi có điểm thấp hơn (nếu 2 đội bằng điểm thì 2 thành viên sẽ giành quyền bằng cách chơi Oẳn tù tì). Mỗi đội chơi lựa chọn 2 trong số 4 ca khúc. Tựa đề của ca khúc & nội dung 2 câu hát đã được ghi ở mặt bên trong của bảng. Tại vòng thi "Nghe thấu hát tài" phụ thuộc vào khả năng đọc miệng của thành viên. 1 thành viên sẽ đứng ở bên ngoài nghe giai điệu của ca khúc, sau đó trong 60 giây,  thành viên này truyền tin về nội dung 2 câu hát cho 3 thành viên còn lại khi cả 3 thành viên đều vào trong căn phòng kính và đeo headphone, nhạc trong headphone to nên không nghe được điều gì ở ngoài.
Điểm số tối đa cho mỗi ca khúc là 2000 điểm nếu người chơi ở phòng 3 hát chính xác và không được hát sai bất kỳ từ nào. Điểm số này sẽ giảm dần lần lượt với thành viên ở phòng 2, thành viên ở phòng 1 & thành viên chọn lựa ca khúc nếu hát chính xác với mỗi lượt sẽ giảm đi 500 điểm thưởng nếu thành viên trước đấy hát sai.
Từ năm 2008-2009; chương trình sẽ có 5 ca khúc, trong đó có 1 ca khúc ẩn chứa "Ngôi sao hy vọng". Đội nào chọn đúng ca khúc có "Ngôi sao hy vọng" thì có thể lựa chọn ca khúc đấy hoặc có quyền thay thế bằng một trong số những ca khúc còn lại.
Điểm tối đa của vòng thi "Nghe thấu hát tài" là 4000 điểm. Đội chơi có điểm số cao hơn sau 2 vòng được đi tiếp vào vòng thi "Thử tài đoán vật" và chia làm 2 cặp đôi theo thứ tự: 1 với 3, 2 với 4, mỗi cặp đôi gồm 1 người nổi tiếng & 1 thành viên thường. Mỗi nhóm sẽ có một nửa số điểm của đội vào vòng 3.

### Thử tài đoán vật
Hai cặp đôi sẽ có 2 lượt luân phiên nhau trong mỗi lượt. Cặp đôi 1 với 3 sẽ chơi trước. Mỗi lượt chơi sẽ sờ và đoán 8 món đồ vật trong thùng kín. Thời gian cho mỗi lượt chơi là 90 giây.
Ở lượt 1, thành viên số 1 sẽ sờ và mô tả món đồ vật, thành viên số 2 sẽ viết tên của món đồ vật lên bảng. Lượt 2, hai người chơi sẽ đổi vai cho nhau. Mỗi món đồ vật đoán chính xác sẽ ghi được 100 điểm ở lượt 1 và 200 điểm ở lượt 2.
Điểm tối đa của mỗi lượt chơi là 800 điểm và tổng số điểm tối đa của vòng thi "Thử tài đoán vật" là 1600 điểm.
Cặp đôi ghi được số điểm cao hơn sẽ lọt vào vòng 4.

### Đoán ý đồng đội

#### 2006-2008
Có 9 cặp hình ảnh giống nhau được đặt trên 2 bảng lớn. Mỗi bảng có 9 bức tranh khác nhau. Trong vòng thời gian là 90 giây (từ cuối năm 2006 là 60 giây), hai thành viên sẽ thay phiên nhìn tranh và mô tả cho nhau bằng hành động và cử chỉ (không được phép sử dụng lời nói về hình ảnh đã chọn) và chọn 6 cặp tranh để đặt lên kệ. Mỗi cặp tranh giống nhau sẽ ghi được 500 điểm. Đúng cả 6 cặp thì được cộng 4000 điểm.

#### 2008-2009
2 người chơi sẽ đoán tổng cộng 6 từ khóa (mỗi người 3 từ) với sự diễn tả của đồng đội. Mỗi từ khóa có 25 giây để diễn tả bằng ngôn ngữ cơ thể & đoán. Với mỗi từ khóa, người diễn tả sẽ mô tả bằng hành động & cử chỉ (tuyệt đối không được phép gợi ý bằng lời nói). Mỗi từ khóa trả lời đúng sẽ ghi được 600 điểm.
Điểm tối đa là 4800 điểm.
Khi Thanh Thảo làm host, trong một số tập vào năm 2008 thì 2 người chơi trả lời mỗi người 2 từ. Đúng 1 từ sẽ được cộng 1000 điểm.

## Tạm dừng phát sóng
Tam sao thất bản đã có một số lần phải tạm dừng phát sóng theo kế hoạch do trùng với các sự kiện đặc biệt và đã được phát sóng trở lại vào 7 ngày sau đó. Cụ thể:
- 14/6/2008, do trùng với lễ quốc tang Nguyên Thủ tướng Võ Văn Kiệt.

## Ngừng phát sóng
Chương trình đã chính thức nói lời chia tay khán giả sau khoảng 3 năm phát sóng vào lúc 11h45 ngày 28 tháng 3 năm 2009.